# Les Copains des neiges
Série Air Bud
Cinq Toutous prêts à tout
(2006) Les Copains dans l'espace
(2009)
Pour plus de détails, voir Fiche technique et Distribution.
Les Copains des neiges ou Les Tobby des neiges au Québec (Snow Buddies) est un film américain réalisé par Robert Vince (en), sorti directement en vidéo en 2008.
C'est le deuxième film de la série Air Buddies après  Cinq Toutous prêts à tout, mettant en vedette des jeunes golden retrievers.

## Synopsis
Les cinq chiots (Bouddha, Patapouf, Craspouët, B-Dawg et Rosabelle) s'aventurent par gourmandise dans un camion transportant de la glace et se retrouvent dans un petit village d'Alaska. Ils y trouvent l'aide de Shasta, un chiot husky de leur âge qui les emmène chez Adam son jeune maître qui rêve de participer à une course de chiens de traîneau.

## Fiche technique
- Titre : Les Copains des neiges
- Titre québécois : Les Tobby des neiges
- Titre original : Snow Buddies
- Réalisation : Robert Vince
- Scénario : Robert Vince et Anna McRoberts
- Musique : Brahm Wenger
- Photographie : Kamal Derkaoui
- Montage : Kelly Herron
- Production : Anna McRoberts et Robert Vince
- Société de production : Walt Disney Home Entertainment et Keystone Entertainment
- Pays :  États-Unis
- Genre : Aventure et comédie
- Durée : 87 minutes
- Dates de sortie : 
  - États-Unis : 5 février 2008
  - France : 9 avril 2008

## Distribution

### Acteurs
- Dominic Scott Kay (VF : Victor Naudet ; VQ : Alexandre Bacon) : Adam Bilson
- John Kapelos (VQ : Denis Roy) : Jean George
- Richard Karn (VQ : Thiéry Dubé) : Patrick
- Mike Dopud (VF : Thierry Redler ; VQ : Yves Soutière) : Joe
- Charles C. Stevenson Jr. (VF : Pierre Hatet ; VQ : Hubert Fielden) : le shérif Ryan
- Michael Teigen (VF : Guillaume Lebon ; VQ : François Godin) : le shérif-adjoint Dan
- Tyler Foden (VQ : Caroline Lamonde) : Bartleby
- Dylan Minnette (VQ : Samuel Hébert) : Noah Framm
- Cynthia Stevenson (VQ : Catherine Proulx-Lemay) : Jackie
- Gig Morton (en) : Billy
- Kelly Chapek : Alice

### Voix
- Skyler Gisondo (VF : Léo Caruso ; VQ : François Nicolas-Dolan) : B-Dawg
- Jimmy Bennett (VF : Simon Darchis ; VQ : Alice Dorval) : Bouddha (Buddha en VO)
- Josh Flitter (en) (VF : Sacha Darchis ; VQ : Aliocha Schneider) : Patapouf (Budderball en VO)
- Henry Hodges (en) (VF : Lewis Weill ; VQ : Célia Gouin-Arsenault) : Craspouët (Mudbud en VO)
- Liliana Mumy (VF : Rebecca Benhamour ; VQ : Laëtitia Isambert-Denis) : Rosabelle (Rosebud en VO)
- Jim Belushi (VF : Patrick Floersheim ; VQ : Jean-Luc Montminy) : St Bernie, un Saint-bernard
- Kris Kristofferson (VF : Bernard Tiphaine ; VQ : Vincent Davy) : Talon, un malamute de l'Alaska
- Whoopi Goldberg (VF : Maïk Darah ; VQ : Anne Caron) : Miss Mittens, un himalayen
- Tom Everett Scott (VQ : Philippe Martin) : Buddy
- Molly Shannon (VQ : Manon Arsenault) : Molly
- Lothaire Bluteau : François, le premier husky de Jean George.
- Paul Rae (VQ : Normand D'Amour) : Phillipe, le second husky de Jean George.
- Dylan Sprouse (VF : Anton Coulpier ; VQ : Romy Kraushaar-Hébert) : Shasta, un husky de Sibérie
- Christian Pikes : Henry

 Source et légende : version française (VF) sur RS Doublage et version québécoise (VQ) sur Doublage Québec

## Autour du film
- Le film fut retardé car plusieurs chiots attrapèrent une maladie durant le tournage et au moins cinq d'entre eux moururent. Cela donna lieu à des conflits avec des associations défendant les droits des animaux, lesquelles demandèrent notamment à Disney d'interrompre la diffusion du film, ce qui ne fut jamais fait[3].
- On peut apercevoir une affiche de La Coccinelle revient dans la chambre d'Alice, la maîtresse de Rosabelle.